# 民主運動 (アイスランド)
民主運動（みんしゅうんどう、Democracy Movement、アイスランド語:Lýðræðishreyfingin）は、レイキャビクに本部を置くアイスランドの政党。1998年設立。2009年のアイスランド議会選挙では0.6%の得票率しか得られず、議席獲得には至らなかった。直接民主制を党是とする。